# György Nébald
György Nébald (Boedapest, 9 maart 1956) is een Hongaars schermer.
Nébald won met Hongaarse sabelteam Olympische medailles in alle kleuren waaronder in 1988 goud. Nébald werd in 1985 en 1990 individueel wereldkampioen en viermaal met het team.

## Resultaten

### Olympische Zomerspelen
| Jaar | Plaats    | Resultaten           |
| ---- | --------- | -------------------- |
| 1980 | Moskou    | sabel team 13e sabel |
| 1988 | Seoel     | sabel team 5e sabel  |
| 1992 | Barcelona | sabel team 25e sabel |

### Wereldkampioenschappen schermen
| Jaar | Plaats           | Resultaten         |
| ---- | ---------------- | ------------------ |
| 1978 | Hamburg          | sabel team         |
| 1981 | Clermont-Ferrand | sabel team         |
| 1982 | Rome             | sabel team         |
| 1983 | Wenen            | sabel team         |
| 1985 | Barcelona        | sabel · sabel team |
| 1987 | Lausanne         | sabel              |
| 1990 | Lyon             | sabel · sabel team |
| 1991 | Boedapest        | sabel team · sabel |

1908: Földes, Fuchs, Gerde, Tóth, Werkner ·
1912: Berti, Földes, Fuchs, Gerde, Mészáros, Schenker, Tóth, Werkner ·
1920: Baldi, Gargano, A. Nadi, N. Nadi, Puliti, Santelli, Urbani ·
1924: Anselmi, Balzarini, Bertinetti, Bini, Cuccia, Moricca, Puliti, Sarrocchi ·
1928: Garay, Glykais, Gombos, Petschauer, Rády, Tersztyánszky ·
1932: Gerevich, Glykais, Kabos, Nagy, Petschauer, Piller ·
1936: Berczelly, Gerevich, Kabos, Kovács, Rajcsányi, Rajczy ·
1948: Berczelly, Gerevich, Kárpáti, Kovács, Rajcsányi, Papp ·
1952: Berczelly, Gerevich, Kárpáti, Kovács, Rajcsányi, Papp ·
1956: Gerevich, Hámori, Kárpáti, Keresztes, Kovács, Magay ·
1960: Delneky, Gerevich, Horváth, Kárpáti, Kovács, Mendelényi ·
1964: Asatiani, Mavlichanov, Melnikov, Rakita, Rylski ·
1968: Oemjar Mavlichanov, Naslimov, Rakita, Sidjak, Vinokoerov ·
1972: Maffei, M.A. Montano, M.T. Montano, Rigoli, Salvadori ·
1976: Boertsev, Krovopoeskov, Naslimov, Sidjak, Vinokoerov ·
1980: Aljochin, Boertsev, Krovopoeskov, Naslimov, Sidjak ·
1984: Arcidiacono, Dalla Barba, Marin, Meglio, Scalzo ·
1988: Bujdosó, Csongrádi, Gedővári, Nébald, Szabó ·
1992: Goettsajt, Kirijenko, Pogossov, Pozdnjakov, Sjirsjov ·
1996: Kirijenko, Pozdnjakov, Tsjarikov ·
2000: Frossin, Pozdnjakov, Tsjarikov ·
2004: Pillet, D. Touya, G. Touya ·
2008: Pillet, Sanson, Lopez ·
2012: Gu, Kim, Oh, Won ·
2020: Oh, Kim Jun, Kim Jung, Gu  ·
2024: Oh, Gu, Park, Do